# Alan Hudson
Alan Anthony Hudson, más conocido como Alan Hudson (Londres, Inglaterra, 21 de junio de 1951), es un exfutbolista inglés que se desempeñó como centrocampista en clubes como el Chelsea FC y el Stoke City.

## Selección nacional
Fue internacional con la Selección de fútbol de Inglaterra en 2 ocasiones y sin haber marcado un solo gol. Debutó el 12 de marzo de 1975, en un encuentro amistoso ante la selección de Alemania Federal que finalizó con marcador de 2-0 a favor de los ingleses.

## Clubes

### Profesional
| Club             | País           | Año         |
| ---------------- | -------------- | ----------- |
| Chelsea FC       | Inglaterra     | 1968 - 1974 |
| Stoke City       | Inglaterra     | 1974 - 1976 |
| Arsenal FC       | Inglaterra     | 1976 - 1978 |
| Seattle Sounders | Estados Unidos | 1979 - 1983 |
| Chelsea FC       | Inglaterra     | 1983 - 1984 |
| Stoke City       | Inglaterra     | 1984 - 1985 |

### Indoor
| Club            | País           | Año         |
| --------------- | -------------- | ----------- |
| Cleveland Force | Estados Unidos | 1979 - 1980 |

## Palmarés

### Campeonatos nacionales
| Título | Club       | País       | Año     |
| ------ | ---------- | ---------- | ------- |
| FA Cup | Chelsea FC | Inglaterra | 1969-70 |

### Copas internacionales
| Título           | Club       | País       | Año     |
| ---------------- | ---------- | ---------- | ------- |
| Recopa de Europa | Chelsea FC | Inglaterra | 1970-71 |